# Saiguid Katinovasov
Saiguid Katinovasov –en ruso, Сайгид Катиновасов– (22 de abril de 1969) es un deportista ruso que compitió en lucha libre. Ganó una medalla de plata en el Campeonato Mundial de Lucha de 1993, en la categoría de 82 kg.

## Palmarés internacional
| Campeonato Mundial | Campeonato Mundial | Campeonato Mundial | Campeonato Mundial |
| Año                | Lugar              | Medalla            | Categoría          |
| ------------------ | ------------------ | ------------------ | ------------------ |
| 1993               | Toronto (Canadá)   | Medalla de plata   | 82 kg              |